# Dance into the Light
| Recensione | Giudizio |
| ---------- | -------- |
| AllMusic   |          |

Dance into the Light è il sesto album in studio del cantante britannico Phil Collins, pubblicato il 22 ottobre 1996 dalla Atlantic Records.
È stato il primo album che Collins ha pubblicato come solista senza la concomitanza con i Genesis, avendo lasciato il gruppo all'inizio di quell'anno.

## Il disco
Dopo la tiepida accoglienza ricevuta dal precedente album Both Sides, Phil Collins ritornò sul mercato con il suo album più energico dai tempi di No Jacket Required (1985). Dance into the Light si caratterizza infatti prevalentemente per brani ritmati come It's in Your Eyes, Wear My Hat, la cover di The Times They Are a-Changin' di Bob Dylan e la title track Dance into the Light.
Menzione a parte merita il brano Lorenzo, dedicato a Lorenzo Odone, ragazzo italiano affetto da una rarissima malattia degenerativa, la cui storia fu anche raccontata nel film L'olio di Lorenzo del 1992. Collins compose il brano dopo aver letto una poesia che Micaela Odone, madre di Lorenzo, aveva scritto sulla base di sensazioni a lei trasmesse dal figlio: la poesia costituì la base per il testo in inglese del brano, che di conseguenza è accreditato anche alla stessa Odone.
Nelle note di copertina Collins dichiara di non aver utilizzato alcuna drum machine su questo disco, una scelta in netta discontinuità con il precedente album Both Sides, caratterizzato al contrario dal copioso impiego di tale strumento.

## Tracce
Testi e musiche di Phil Collins, eccetto dove indicato.
1. Dance into the Light – 4:23
2. That's What You Said – 4:22
3. Lorenzo – 5:52 (testo: Michaela Odone)
4. Just Another Story – 6:24
5. Love Police – 4:08
6. Wear My Hat – 4:33
7. It's in Your Eyes – 3:01
8. Oughta Know by Now – 5:27
9. Take Me Down – 3:21
10. The Same Moon – 4:13
11. River so Wide – 4:55
12. No Matter Who – 4:47
13. The Times They Are a-Changin' – 5:07 (Bob Dylan)

## Formazione
- Phil Collins – voce, batteria, percussioni, chitarra (brani 2, 5, 7 e 10), tastiera (brani 5, 7-10, 12), kalimba (brano 1), slide guitar (brano 12), pianoforte (brano 13), cornamusa (brano 13)
- Daryl Stuermer – chitarra solista (brani 1, 3, 4, 6, 8 e 13), chitarra ritmica (brani 2, 5, 7, 9-11)
- Ronnie Caryl – chitarra ritmica (brani 1-10, 13), chitarra solista (brano 12)
- Nathan East – basso
- Brad Cole – tastiera (brani 1, 3, 4, 6 e 11), sintetizzatore (brano 8), organo Hammond (brani 9, 10 e 13)
- Amy Keys – cori (brani 1, 3, 6, 8-11)
- Arnold McCuller – cori  (brani 1, 3, 6, 8-11)
- Harry Kim – tromba (brani 1, 4, 6, 8 e 9)
- Daniel Fornero – tromba (brani 1, 4, 6, 8 e 9)
- Arturo Velasco – trombone (brani 1, 4, 6, 8 e 9)
- Andrew Woolfolk – sassofono (brani 1, 4, 6, 8 e 9)

Produzione
- Phil Collins – produzione, missaggio
- Hugh Padgham – produzione, missaggio, ingegneria del suono
- Simon Osborne – ingegneria del suono (assistente)
- Harry Kim, Phil Collins – arrangiamento dei fiati
- David Costa – direzione artistica
- Gered Mankowitz – fotografia
- Michaela Odone – poesia per Lorenzo

## Classifiche
| Classifica (1996) | Posizione massima |
| ----------------- | ----------------- |
| Australia         | 8                 |
| Austria           | 2                 |
| Belgio (Fiandre)  | 15                |
| Belgio (Vallonia) | 2                 |
| Canada            | 9                 |
| Finlandia         | 8                 |
| Francia           | 2                 |
| Germania          | 1                 |
| Italia            | 4                 |
| Norvegia          | 12                |
| Nuova Zelanda     | 33                |
| Paesi Bassi       | 4                 |
| Regno Unito       | 4                 |
| Spagna            | 3                 |
| Stati Uniti       | 23                |
| Svezia            | 2                 |
| Svizzera          | 1                 |